# Findling Kühlungsborn-West

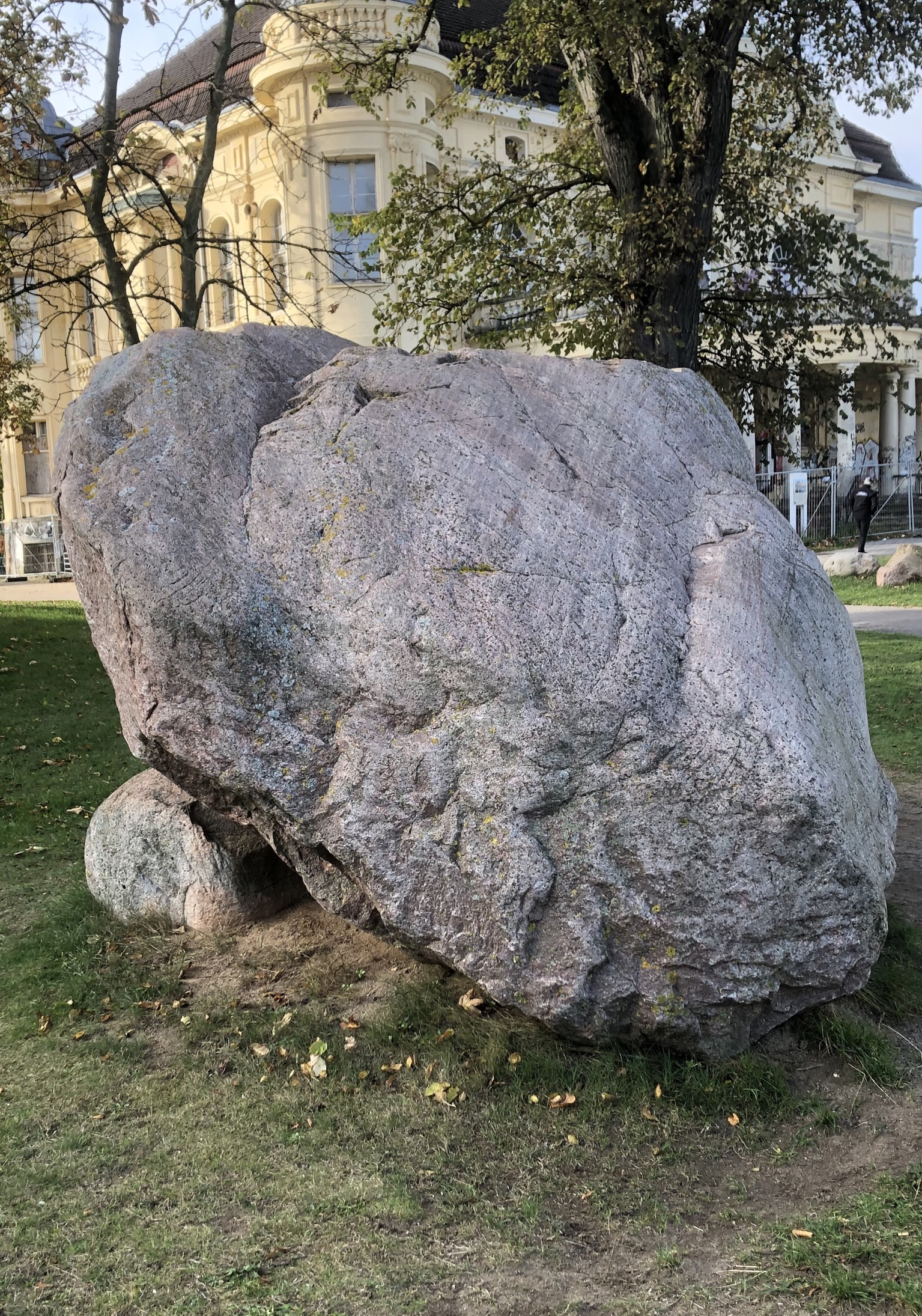
Findling Kühlungsborn-West

Der Findling Kühlungsborn-West ist ein Findling in Kühlungsborn in Mecklenburg-Vorpommern. Der Stein ist als Geotop beim Landesamt für Umwelt, Naturschutz und Geologie Mecklenburg-Vorpommern unter der Nummer G2_583 erfasst und geschützt.

## Lage
Der Findling befindet sich am westlichen Ende der Ostseeallee in zentraler Lage im Ortsteil Arendsee (Kühlungsborn-West) nordöstlich vor der Villa Baltic. Er ist in einen Lehrpfad integriert. Ein daneben befindliches Schild weist auf die Gesteinsart hin.

## Beschaffenheit
Der graubraune, in Teilen grau bis grüne Stein besteht aus rotem Gneis und weist Granateinsprengsel auf. Er ist deutlich zerklüftet und kalkig und umfasst 11 m³ bei einer Länge von 3,0 Metern, einer Breite von 2,9 Metern und einer Höhe von 2,1 Metern. Es bestehen Feldspatkristalle und eine bis zu 3 Zentimeter große Verwitterungsstelle von Muskovit.
Der Stein stammt ursprünglich aus Skandinavien und gelangte in der Eiszeit während des Mecklenburger Vorstoßes der Weichselvereisung mit dem Eis in die Region. Er wird regionalgeologisch dem Jungmoränengebiet zugeordnet. Bemerkenswert sind die am Findling deutlich ausgebildeten Gleitspuren.